# Aeroports de Catalunya
Aeroporti di Catalogna (in catalano: Aeroports di Catalunya) è una società pubblica con sede nella città di Barcellona, creata dalla Generalità della Catalogna, in virtù di ciò che è previsto nella Ley Autonómica 14/2009, per aeroporti, aerodromi, eliporti e altre infrastrutture aeroportuali.
In applicazione di queste competenze e in conformità con le disposizioni dell'articolo 140 dell'attuale Statuto di Autonomia della Catalogna, la società prevede la futura gestione degli aeroporti situati nella comunità autonoma che non sono considerati di interesse generale. Attualmente, gli unici aeroporti che soddisfano questo requisito sono l'aeroporto di Lleida-Alguaire e l'aeroporto dei Pirenei/Andorra di Seu d'Urgell.
Gli aeroporti d'interesse generale di Barcellona-El Prat, Girona-Costa Brava, Reus e Sabadell appartengono alla società Aena, il cui azionista maggioritario (51%) è l'ente pubblico ENAIRE.